# Arrondissement di Saverne
L'arrondissement di Saverne è una suddivisione amministrativa francese, situata nel dipartimento del Basso Reno e nella regione del Grand Est.

## Composizione
L'arrondissement di Saverne raggruppa 127 comuni in 6 cantoni:
- cantone di Bouxwiller
- cantone di Drulingen
- cantone di Marmoutier
- cantone di La Petite-Pierre
- cantone di Sarre-Union
- cantone di Saverne.